# Giba
Giba (sardinski: Gìba) je grad i općina (comune) u pokrajini Južnoj Sardiniji u regiji Sardiniji, Italija. Nalazi se na nadmorskoj visini od 59 metara i ima 2 057 stanovnika.
 Prostire se na 30,44 km². Gustoća naseljenosti je 68 st/km².
Susjedne općine su: Piscinas, San Giovanni Suergiu i Tratalias.